# Flodder in Amerika!
Flodder in Amerika!, ook bekend als Flodder 2, is een Nederlandse speelfilm uit 1992 van Dick Maas. Het is de tweede film uit de Flodderfranchise. De film trok bijna 1,5 miljoen bezoekers.
Er bestaan drie versies van de film: de originele versie, de geknipte versie en een nooit vertoonde volledig Engelstalige versie (niet nagesynchroniseerd).

## Verhaal
Het gemeentebestuur, dat alleen maar last heeft van de familie Flodder, ziet in een Amerikaans uitwisselingsprogramma voor kansarmen gelegenheid om van deze asociale familie af te komen. De bestuurders maken hun Amerikaanse collega’s wijs dat de Flodders het toonbeeld van een Nederlandse familie zijn. De Flodders worden hierdoor uitgekozen voor het programma, en zullen een jaar naar Amerika gaan. Sjakie gaat met hen mee.
In Amerika gaat een hoop mis. Er is sprake van persoonsverwisseling waardoor Sjakie de familie Flodder kwijtraakt. De familie wordt op het vliegveld van New York namelijk aangezien voor Russische wetenschappers. Ze belanden in het Plaza Hotel, waar ze de boel volkomen op stelten zetten en ze worden uitgenodigd voor een deftig feest. De misverstanden worden in de hand gewerkt doordat niemand Engels spreekt, behalve Johnnie (een heel klein beetje). De familie denkt simpelweg dat Sjakie alle luxe voor hen geregeld heeft. De enige die de Engelse taal redelijk machtig is, is Sjakie, en die is de familie dus kwijtgeraakt.
Sjakie heeft alleen maar pech in Amerika. Zijn zoektochten leveren niets op en leiden ertoe dat hij gearresteerd wordt en uiteindelijk op straat terechtkomt. Wanneer Sjakie uiteindelijk Johnnie bij een tankstation ziet, steekt hij zonder uit te kijken de straat over waardoor hij wordt aangereden. Hij ondergaat vervolgens in het ziekenhuis per ongeluk een geslachtsoperatie.
Wanneer de waarheid over de Flodders aan het licht komt worden ze uit het Plaza gezet en brengen noodgedwongen de nacht door in Central Park. Ze redden daar een man van een groep overvallers. De man blijkt een nachtclubeigenaar te zijn. Als dank helpt hij hen aan een dak boven het hoofd. Samen met de man renoveren de Flodders nachtclub Moulin Rouge, en Kees treedt als zangeres en stripster op. Johnnie heeft een oogje op de bloedmooie vrouw van de eigenaar, maar Ma waarschuwt hem dat de eigenaar haar iemand lijkt die je beter niet kwaad moet maken. Inderdaad: onder de façade van vriendelijkheid blijkt hij een zeer opvliegend karakter te hebben.
Kees probeert een handeltje op te zetten door in Amerika goedkoop benzine in te slaan met het plan dit in Nederland te verkopen. Hij bewaart de benzine in een grote watertoren op het dak van de nachtclub, hoewel hij er niet aan denkt hoe hij die dan naar Nederland moet vervoeren.
Als Kees staat te kijken naar sportende vrouwen, raakt hij in trance en beeldt zich in dat ze naakt zijn. Op dat moment komen de overvallers uit Central Park hem terugpakken. Hij weet weg te rennen, waarna ze hem achtervolgen. Onderweg komt Johnnie langsrijden, die Kees meeneemt. De overvallers stappen ook bij hun vrienden in de auto. Onderweg sneuvelt er van alles. Uiteindelijk beschadigt een groot voorwerp de voorruit van de overvallers. Zij raken stuurloos en rijden het beursgebouw van de New York Stock Exchange binnen. De Flodders zijn de overvallers kwijt, maar worden wel gearresteerd.
De zoon van de president regelt dat ze vrijkomen. Hij raakt verliefd op dochter Kees, die hier weinig van moet hebben. Nadat Johnnie met de nodige geldelijke prikkels is overgehaald, gaat Kees toch met hem uit. Hoewel gesuggereerd wordt dat ze hem uiteindelijk een 'fellatio' heeft gegeven, vindt ze hem nog steeds een vervelende plakkerige vent. De renovatie en de optredens van Kees blijken een groot succes.
Wanneer de president hoort van het uitwisselingsproject en van het contact tussen zijn zoon en Kees, gaat hij incognito een kijkje nemen in de bar. Hij maakt zich namelijk zorgen over de escapades van zijn zoon met meisjes 'beneden zijn niveau'. Hij probeert in de kleedkamer met Kees in contact te komen en haar over te halen zijn zoon met rust te laten. Inmiddels betrapt de nachtclubeigenaar Johnnie met zijn vrouw, en ontsteekt in grote woede. Hij achtervolgt Johnnie en beschiet hem met een jachtgeweer. Bij zijn vlucht komen ze terecht in de kleedkamer bij Kees. De president denkt dat hij het doelwit is van een aanslag en vlucht een hoekje in waar Kees zich aan het omkleden is. Johnnie en de nachtclubeigenaar gaan verder naar de keuken, waar Ma Flodder hem grijpt en zijn hoofd in het afwaswater duwt. Nadat vervolgens de agenten poolshoogte komen nemen in de keuken, en hun wapens op Ma richten, spuugt ma Flodder haar brandende sigaar in de hete olie van de frituurpan, wat rampzalige gevolgen heeft. Een steekvlam bereikt via de schoorsteen de benzine op het dak, die vlam vat, waardoor de tank als een raket wordt gelanceerd. De tank raakt het Vrijheidsbeeld en blaast het hoofd op.
De inmiddels gearriveerde politie, die iedereen die in de club wil aanhouden, herkent vervolgens de president, die in de kleedkamer bij Kees is. Sterker nog, hij valt in de schrik bovenop Kees die zich aan het verkleden was, zodat de agenten hem boven op een topless Kees zien liggen. Dit heeft een groot schandaal tot gevolg.
Na dit alles worden de Flodders door bemiddeling van de Nederlandse consul vervroegd terug naar Nederland gestuurd, met het verzoek nooit meer terug te komen. Maar voor hun vertrek weten ze nog wel te regelen dat ze allemaal dure spullen cadeau krijgen, in ruil voor de belofte niet over het schandaal met de president te praten.

## Acteurs
| Acteur                 | Personage               |
| ---------------------- | ----------------------- |
| Nelly Frijda           | Ma Flodder              |
| Huub Stapel            | Johnnie Flodder         |
| René van 't Hof        | Zoon Kees Flodder       |
| Tatjana Šimić          | Dochter Kees Flodder    |
| Melle de Boer          | Henkie Flodder          |
| Mandy Negerman         | Toet Flodder            |
| Lou Landré             | Sjakie                  |
| Boef van de Vianahoeve | Whisky                  |
| Jon Polito             | Larry Rosenbaum         |
| Lonny Price            | Geoffrey                |
| Roger Robinson         | Zwerver                 |
| Lettie Oosthoek        | Buurvrouw Neuteboom     |
| Bert André             | Buurman Neuteboom       |
| Dan Frazer             | President               |
| Amanda Redington       | Dorothy Rosenbaum       |
| Jon van Eerd           | Vicevoorzitter          |
| Reathel Bean           | Edwards                 |
| Colin Stinton          | Jack                    |
| Deirdre Harrison       | Jacky                   |
| Andy Duppin            | Overvallers in het park |
| Chuck Jeffreys         | Overvallers in het park |
| David Lomax            | Overvallers in het park |
| Jurg Molenaar          | Wethouder               |
| Toine van Benthem      | Tv-journalist           |
| Hans van Hechten       | Domme taxichauffeur     |
| Joep Dorren            | Slimme taxichauffeur    |
| Dick Rienstra          | Piloot                  |
| Gerard Joling          | Copiloot                |
| Hans Beijer            | Beveiligingsbeambte     |
| Victor Reinier         | Ober Moulin Rouge       |
| Bram van der Vlugt     | Nederlandse ambassadeur |
| Bé Speelman            | Beurshandelaar          |
| Renata Boston          | Basketbalmeisjes        |
| Chantal Kempen         | Basketbalmeisjes        |
| Miluschka Rosalina     | Basketbalmeisjes        |
| Astrid Tindal          | Basketbalmeisjes        |

## Muziek
De originele filmmuziek werd gecomponeerd door Dick Maas. Er werd ook een soundtrackalbum als lp uitgebracht van de film. Later is de muziek ook te downloaden via iTunes.

### Nummers
| Nr. | Titel                            | Artiest(en)   | Duur |
| --- | -------------------------------- | ------------- | ---- |
| 1   | First Floor Features presenteert | Dick Maas     | 0:16 |
| 2   | Openingcredits                   | Dick Maas     | 3:51 |
| 3   | Hallo New York                   | Dick Maas     | 2:24 |
| 4   | Trubbel                          | Dick Maas     | 0:12 |
| 5   | Effe De Stad In                  | Dick Maas     | 2:41 |
| 6   | Te Laat!                         | Dick Maas     | 0:17 |
| 7   | Very In The Problems             | Dick Maas     | 0:23 |
| 8   | 7 AM, New York Time              | Dick Maas     | 0:18 |
| 9   | Hete Honden                      | Dick Maas     | 1:11 |
| 10  | Avondmaal In Het Park            | Dick Maas     | 0:17 |
| 11  | Nare Negers                      | Dick Maas     | 0:17 |
| 12  | Sjakie Sits Very Fast            | Dick Maas     | 0:16 |
| 13  | Een Rode Molen In New York       | Dick Maas     | 0:31 |
| 14  | Uit De Kleren                    | Dick Maas     | 1:11 |
| 15  | Grote Beurt                      | Dick Maas     | 2:48 |
| 16  | Instincts                        | Dick Maas     | 0:14 |
| 17  | Benzine                          | Dick Maas     | 0:30 |
| 18  | Dynamite Slow                    | Dick Maas     | 3:00 |
| 19  | Hollandse Verrassing             | Dick Maas     | 1:36 |
| 20  | Nice Day                         | Dick Maas     | 0:15 |
| 21  | Naakte Meisjes                   | Dick Maas     | 1:19 |
| 22  | Wallstreet Kresj                 | Dick Maas     | 3:37 |
| 23  | New York Rap                     | Dick Maas     | 1:58 |
| 24  | Dynamite Slow                    | Dick Maas     | 2:14 |
| 25  | Gouwe Handel                     | Dick Maas     | 0:49 |
| 26  | Geheime Missie                   | Dick Maas     | 0:19 |
| 27  | Bitter Balls Of Fire             | Dick Maas     | 2:31 |
| 28  | Rosenbaum's Revenge              | Dick Maas     | 2:12 |
| 29  | Voorpagina Nieuws                | Dick Maas     | 0:11 |
| 30  | Floddermars                      | Dick Maas     | 0:40 |
| 31  | Eindcredits                      | Dick Maas     | 5:30 |
| 32  | He's my man                      | Tatjana Šimić | 2:33 |

## Trivia
- De film trok bijna 1,5 miljoen bezoekers en staat in top 20 best bezochte Nederlandse films aller tijden. De film werd opgenomen in de First Floor Factory te Almere, New York, Brussel, Rotterdam en Sittard.
- De rollen van Toet en Henkie werden voor deze film gerecast, omdat de oorspronkelijke acteurs te oud waren voor de rol. Deze vervanging zou later in de televisieserie Flodder nog tweemaal gebeuren. Het is bovendien de laatste productie dat Huub Stapel en René van 't Hof de rol van Johnnie en zoon Kees spelen. Het is de enige productie waarin Opa geen rol vertolkt. Het personage Yolanda Kruisman (Apollonia van Ravenstein), de vriendin van Johnnie uit de eerste film, wordt genegeerd in de film.
- De scène voor het Witte Huis is opgenomen vanuit de tuin van het Witte Huis. Tegenwoordig mag vanaf deze locatie niet meer worden gefilmd. In deze film is nog meerdere malen het World Trade Center te zien.
- De drie overvallers in het park worden gespeeld door Andy Duppin, Chuck Jeffreys en David Lomax (zie aftiteling dvd) en niet zoals sommige bronnen vermelden door Eddie Murphy.
- Kees vraagt Johnnie over Wall Street en Johnnie antwoordt dat het zoiets is als de Walletjes omdat er in beide veel geld omgaat. Ironisch zijn de namen inderdaad aan elkaar verwant; beide verwijzen ze naar een verdedigingswal.
- Wanneer Sjakie in de gevangenis is beland en protesteert dat hij uit Nederland komt en onterecht is opgesloten, wordt hij uitgescholden met onder meer de verwensing dat hij zijn geslachtsdeel dan maar in een dijk moet gaan steken. Dit is een verwijzing naar het in de VS zeer bekende verhaal over het jongetje met de vinger in de dijk uit het boek Hans Brinker van Mary Mapes Dodge.
- Waar de eerste film de Nederlandse samenleving op de hak nam, neemt de tweede de Amerikaanse samenleving op de hak. Zo weet niemand (zelfs de president) waar Nederland ligt, pakt de politie vechtersbazen, daklozen en foutparkeerders met veel machtsvertoon aan terwijl straatbendes ongestraft voorbijgangers gewelddadig beroven, bezoekt de verwende presidentszoon een psychiater wegens zijn eigen onvolwassen gedrag, en vindt de president dat zijn zoon een meisje van goede komaf moet vinden (en vooral geen Democraat).